# Luigi Longo
Luigi Longo, noto anche con lo pseudonimo di Gallo (Fubine, 15 marzo 1900 – Roma, 16 ottobre 1980), è stato un politico, partigiano e antifascista italiano, segretario generale del Partito Comunista Italiano dal 1964 al 1972.
Esponente storico del comunismo italiano e mondiale, assunse un ruolo di rilievo durante gli anni trenta partecipando alla guerra di Spagna come principale dirigente delle Brigate internazionali. Strettamente legato al segretario Palmiro Togliatti e all'Unione Sovietica di Stalin, durante la seconda guerra mondiale fu il capo politico-militare delle formazioni partigiane comuniste della Resistenza italiana. Dopo la guerra condivise la linea politica di Togliatti a cui succedette come segretario politico del PCI.

## Biografia

### Il primo dopoguerra
Nato da piccoli proprietari agricoli del Monferrato, si trasferì giovanissimo con la famiglia a Torino dove il padre aveva aperto un negozio di vini. 
Sul finire della prima guerra mondiale, mentre frequentava il primo anno al Politecnico di Torino venne chiamato alle armi. In seguito l'impegno politico lo portò ad abbandonare gli studi. Entra nell'organizzazione giovanile del Partito Socialista Italiano e partecipa attivamente dedicandosi alla pubblicistica politica su posizioni marxiste. Frequenta la sede della rivista L'Ordine Nuovo e conosce Antonio Gramsci e Palmiro Togliatti. Nel 1921 è uno dei fautori della scissione dal PSI al congresso di Livorno e passa nelle file del Partito Comunista d'Italia, poi PCI, insieme, tra gli altri, a Gramsci, Togliatti, Bordiga, Terracini.
Fervente antifascista, con l'inizio della dittatura fascista diventa uno dei massimi dirigenti del PCI. Nel 1922 è membro di una delegazione che si reca a Mosca per il congresso dell'Internazionale Comunista, dove incontra Lenin. Nel 1923 è arrestato a Milano, nell'ambito della "battuta anticomunista" che porta all'arresto di molti quadri del partito, e rinchiuso nel carcere di San Vittore dove resterà per un anno. È ancora detenuto quando la sua compagna, Teresa Noce, dà alla luce il primogenito, cui viene imposto il nome augurale di Luigi Libero. Nel 1926 emigra in Francia e diviene un quadro del Comintern e responsabile del Centro estero della FGCI (mentre Pietro Secchia era responsabile del Centro interno) e, in questa veste, trascorre vari mesi a Mosca come membro dell'Esecutivo dell'Internazionale giovanile comunista, partecipando al congresso di Lione; a Mosca ci va portando con sé il figlioletto di tre anni; qui incontra Stalin e tutti i vertici del Cremlino. Sul piano internazionale, si schiera a favore della linea del socialismo in un solo paese, mentre sul piano interno - sostenuto da Secchia - chiede di abbandonare la parola d'ordine dell'assemblea repubblicana, per sostituirla con quella del governo operaio e contadino.
Nel 1933 è membro della commissione politica del Comintern e nel 1934 firma il patto di unità d'azione tra PCI e PSI. Nel 1936, insieme alla compagna, lascia la Francia per partecipare alla guerra civile spagnola nelle Brigate internazionali, guidate dal repubblicano Randolfo Pacciardi in qualità di ispettore delle truppe repubblicane, col nome di battaglia Gallo; dapprima come membro del Comitato Organizzatore delle Brigate Internazionali, in seguito del Comitato Militare. L'8 dicembre 1936 diventa Commissario Politico della XII Brigata Internazionale, con la quale partecipa alla difesa di Madrid. Incarico che lascia un mese dopo, essendo stato nominato Commissario Ispettore Generale delle Brigate Internazionali. Carica che manterrà fino all'11 febbraio 1939 quando si allontana dalla Spagna con gli ultimi volontari. Dopo la sconfitta della Repubblica spagnola a opera del generale Francisco Franco, ritorna in Francia, dove il governo Daladier lo fa internare in un campo di detenzione a Le Vernet. Qui, tra gli altri, conosce Leo Valiani.

### La seconda guerra mondiale
Con lo scoppio della seconda guerra mondiale e la costituzione del governo collaborazionista di Vichy, guidato dal maresciallo Philippe Pétain, rimane agli arresti fino al 1941, quando è consegnato alle autorità fasciste italiane e confinato a Ventotene.
Dopo la caduta del fascismo è liberato e lascia l'isola di Ventotene il 22 agosto per raggiungere Roma, dove lo attende Renato Guttuso che lo accompagna a casa di Luchino Visconti, dove resterà ospite per qualche mese. All'armistizio, annunciato l'8 settembre 1943, entra a far parte del Comando generale delle Brigate Garibaldi, le formazioni partigiane di orientamento comunista, con Pietro Secchia, Gian Carlo Pajetta, Giorgio Amendola e Antonio Carini. Diventa poi vicecomandante del Corpo volontari della libertà e stretto collaboratore di Ferruccio Parri. Sul piano politico, contrapponendosi a Mauro Scoccimarro, si schiera per un'unità operativa ampia, ma ribadisce la necessità di un governo popolare, diretta emanazione dei CLN, che succeda allo screditato governo Badoglio: nello stesso tempo, attraverso il giornale La nostra lotta, porta avanti la riorganizzazione dei quadri comunisti.
Nell'aprile del 1945 è tra i protagonisti dell'insurrezione dell'Italia settentrionale: secondo il partigiano Urbano Lazzaro detto Bill sarebbe stato proprio Luigi Longo, celandosi sotto la falsa identità di Valerio (Walter Audisio), a dare il colpo di grazia a Benito Mussolini dopo la sua fucilazione, ma su quell'episodio, mai chiarito del tutto, esistono versioni contrastanti.
Nel 1947 pubblicherà a suo nome Un popolo alla macchia descrivendo tutta l'epopea resistenziale della quale era stato testimone, in realtà il libro fu scritto interamente da Guglielmo Peirce, all'epoca redattore capo della terza pagina de l'Unità.

### Il secondo dopoguerra

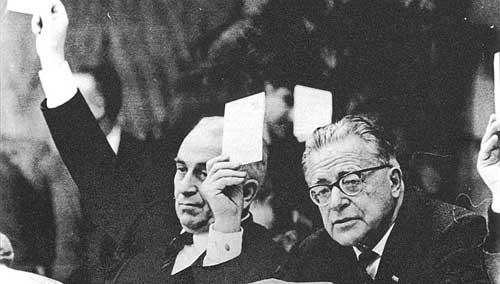
Luigi Longo (a sinistra) insieme a Palmiro Togliatti durante l'VIII Congresso del PCI (Roma - dicembre 1956)

Al V Congresso del PCI (dicembre 1945), tiene una relazione sulla prospettiva del 'partito unico della classe operaia' e subito dopo è eletto alla carica di vicesegretario. Dopo la guerra fa parte della Consulta nazionale e nel 1946 dell'Assemblea Costituente; viene poi eletto alla Camera dei deputati nelle liste del PCI e successivamente viene sempre rieletto. Come vicesegretario mantiene un profilo politico più simile a quello dell'amico Pietro Secchia, preferendo sempre, a differenza dell'impostazione di Togliatti, una linea d'azione più fondata sulla lotta e sulla mobilitazione delle masse anziché primariamente sull'azione politico-parlamentare. Ciò nonostante fu sempre avulso, come anche Secchia d'altronde, da tentazioni avventuristiche, estremistiche o dogmatiche, e si riconobbe sempre nella strategia politica togliattiana. Tra le diverse iniziative messe in campo, fu ideatore e direttore della rivista "Vie Nuove", strumento che voleva conciliare mezzi di comunicazione di massa, necessità di svago e cultura popolare con le finalità dell'approfondimento politico.
Nel 1953 ottenne l'annullamento del matrimonio a San Marino presentando un documento che conteneva una firma contraffatta della moglie Teresa Noce, che l'aveva lasciato a causa dei continui tradimenti. La stessa, nella propria autobiografia Rivoluzionaria professionale, riporterà di avere appreso questo fatto dalle pagine del Corriere della Sera, e che per lei rappresentò un evento «grave e doloroso più del carcere, più della deportazione». La sua decisione di rivolgersi alla Commissione Centrale di Controllo del PCI con l'intento di denunciare il comportamento di Longo fu considerata inopportuna da una parte del gruppo dirigente del Partito e questo determinò la sua esclusione dalla Direzione.

### L'elezione a segretario del partito

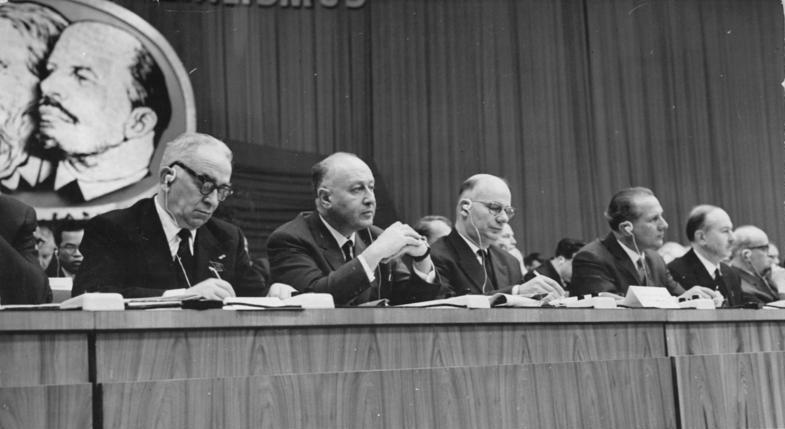
Luigi Longo (il primo a sinistra) al Congresso del Partito Socialista Unificato di Germania (SED), nel 1963

Nel 1964, in seguito alla morte di Palmiro Togliatti, diventa segretario del PCI, dichiarando di essere "un segretario e non un capo". Tra i suoi primi atti in qualità di segretario, fa pubblicare "Il memoriale di Yalta", uno scritto considerato il testamento politico di Togliatti, altrimenti destinato a rimanere riservato.
In questa veste, egli prosegue la linea togliattiana nota come "via italiana al socialismo"; nel campo delle relazioni estere e del movimento comunista internazionale, sviluppa la tematica togliattiana del "policentrismo", tendendo a superare ogni tipo di subordinazione acritica e incondizionata del PCI a partiti o stati "guida", pur nell'ambito di un unico ed unito movimento internazionalista che, al di sopra delle particolarità e della diversità delle vie al socialismo per le diverse nazioni del mondo, si riconosca attorno a precisi principi teorici. Sostenne Alexander Dubček e la primavera di Praga, il movimento di riforma da questi diretto, vedendovi un'occasione di rafforzamento e insieme di rinnovamento della democrazia socialista. Col viaggio a Praga ai primi di maggio manifestò al Dubček la solidarietà dei comunisti italiani allo sviluppo del socialismo cecoslovacco. Dopo l'intervento del Patto di Varsavia in Cecoslovacchia, Longo e il PCI espressero il loro "grave dissenso", dissociandosi dai sovietici. Questo fatto provocò risentimenti da parte del PCUS, partito che era sempre stato un fondamentale riferimento nella linea politica del PCI.
Sempre in ambito internazionale, si espresse per il superamento della logica dei blocchi contrapposti e per una politica di sicurezza collettiva europea. Favorì l'Ostpolitik di Brandt, vedendovi una politica di sicurezza, di coesistenza pacifica e di possibile avanzata per i partiti comunisti dell'Europa capitalistica. Sotto la sua segreteria il PCI mutò anche le sue opinioni nel campo dell'integrazione europea, considerata ora un'occasione per le forze di sinistra e socialiste europee per sviluppare linee strategiche e politiche comuni e per costruire un'Europa dei popoli, democratica, non fondata sui grandi poteri economici. L'attenzione internazionalistica di Longo si concentrò anche sulla necessità di aiutare e favorire i movimenti antimperialisti e anticolonialisti del Terzo Mondo e di coordinare le forze politiche antimperialiste del Mediterraneo per la riaffermazione della sovranità delle nazioni da ingerenze esterne.
Sotto la sua direzione nel PCI si polarizza lo scontro interno tra "amendoliani" e "ingraiani"; suo compito fu perciò di mediare tra le due ali del partito, valorizzandone da un lato alcuni elementi e temperandone dall'altro gli eccessi.

### Il Sessantotto
Tentò di aprire un dialogo con il movimento del Sessantotto, ma il suo tentativo trovò resistenze anche nelle file dello stesso PCI. Nel maggio incontrò comunque un gruppo di studenti romani del movimento, sostenendo la necessità di ancorare le lotte studentesche alle lotte operaie. Colpito da ictus alla fine del 1968, sarà affiancato da Enrico Berlinguer come vicesegretario già nel febbraio 1969 e nel 1972 ne sostiene la candidatura a suo successore alla guida del partito. Da quell'anno, fino alla morte, viene nominato presidente onorario del PCI. 
Nei confronti della politica della "Solidarietà nazionale" ha modo di esprimere obiezioni e contrarietà.
Morì il 16 ottobre 1980 a Roma.

## Il ruolo nel partito
Luigi Longo era circondato nel suo ambito politico da un'aura di particolare autorevolezza derivatagli certamente dal ruolo di primo piano ricoperto durante la guerra di Spagna e nella Resistenza, ma soprattutto dalla sua statura intellettuale. Spesso veniva chiamato "Comandante Gallo", sebbene non tutti fossero abituati alle nomenclature rivoluzionarie. Si sapeva comunque che contava molto nel Partito in una linea gerarchica non corrispondente a quella ufficiale.
Così come Togliatti, Luigi Longo non frequentava il Transatlantico né dava troppa confidenza a persone estranee alla sua cerchia. Certamente Longo aveva un ruolo molto importante all'interno del gruppo parlamentare: come già nella fase Costituente, era lui a dare il via libera per manifestazioni di dissenso, corali, di cui governava anche l'intensità e la durata. L'apporto ai dibattiti parlamentari non fu ininfluente: molti discorsi furono rivolti contro i governi e le maggioranze di centro-sinistra, in favore di una nuova maggioranza che includesse tutte le forze comuniste, socialiste e democratiche assieme ai laici e ai cattolici di sinistra per un governo in grado di avviare le riforme di struttura e l'applicazione della Costituzione.
Particolarmente sensibile alle necessità delle classi contadine e del mondo agrario (egli stesso proveniva da famiglia contadina), rimase famoso un suo intervento contro il dazio sul vino. Nella base del PCI aveva grandissima popolarità per lo stile modesto e fraterno con cui intratteneva rapporti anche con piccole sezioni e singoli militanti; questa popolarità ebbe peso rilevante per la sua elezione a segretario.

## Opere
- Gli inganni e le menzogne di "Giustizia e libertà", Parigi, Edizioni del P.C.d'I., 1931.
- Il libro giallo della socialdemocrazia italiana, Paris, Edizioni di Stato operaio, 1933.
- Un anno di guerra in Spagna, Parigi, Edizioni di coltura sociale, 1938.
- Contro le provocazioni fasciste. Per l'ordine democratico, Roma, Società editrice l'Unità, 1945.
- Ricostruire nella solidarietà nazionale, Roma, Società editrice l'Unità, 1945.
- Un popolo alla macchia. Il diario, le memorie del grande combattente partigiano, Milano, A. Mondadori, 1947.
- Sulla via dell'insurrezione nazionale, Roma, Edizioni di cultura sociale, 1954.
- I giovani comunisti. Ambasciatori del futuro. XIV congresso nazionale della FGCI, Milano 23-26 giugno 1955, Roma, Gioventù nuova, 1955.
- Le brigate internazionali in Spagna, Roma, Editori Riuniti, 1956.
- Revisionismo nuovo e antico, Torino, Einaudi, 1957.
- Lo statuto del Partito comunista italiano. Relazione all'VIII Congresso del PCI, Roma, Editori Riuniti, 1957.
- Longo ai giovani. Lettera del segretario generale del PCI, Roma, Cronograph, 1960.
- Le Brigate Internazionali, in Trent'anni di storia italiana, 1915-1945. Dall'antifascismo alla Resistenza, Torino, Einaudi, 1961.
- Il miracolo economico e l'analisi marxista, con Gino Longo, Roma, Editori Riuniti, 1962.
- Gramsci oggi, Roma, Editori Riuniti, 1967.
- Sui fatti di Cecoslovacchia, Roma, Editori Riuniti, 1968.
- L'unità del movimento operaio, con Enrico Berlinguer, Roma, Editori Riuniti, 1968.
- Un'alternativa per uscire dalla crisi, Roma, Editori Riuniti, 1969.
- La Conferenza di Mosca, con Enrico Berlinguer, Roma, Editori Riuniti, 1969.
- La politica comunista, con Enrico Berlinguer, Roma, Editori Riuniti, 1969.
- Tra reazione e rivoluzione. Ricordi e riflessioni sui primi anni di vita del PCI, con Carlo Salinari, Milano, Edizioni del Calendario, 1972.
- I centri dirigenti del PCI nella Resistenza, a cura di, Roma, Editori Riuniti, 1973.
- Chi ha tradito la Resistenza, Roma, Editori Riuniti, 1975.
- Dal socialfascismo alla guerra di Spagna. Ricordi e riflessioni di un militante comunista, con Carlo Salinari, Milano, Teti, 1976.
- Continuità della Resistenza, Torino, Einaudi, 1977.
- Opinione sulla Cina. Dalle polemiche sul revisionismo al dopo-Mao, Milano, La pietra, 1977.
- La nostra parte. Scritti scelti 1921-1980, Roma, Editori Riuniti, 1984. ISBN 88-359-2737-4.
- L'Unità clandestina (1942-45), specchio della lotta partigiana, in Il Calendario del Popolo, vol. 64, n. 740, Milano, Nicola Teti Editore, aprile  2009.

## Storia elettorale
| Elezioni | Camera                | Circoscrizione elettorale | Partito | Partito | Voto    | Resulto |
| -------- | --------------------- | ------------------------- | ------- | ------- | ------- | ------- |
| 1946     | Assemblea Costituente | Milano–Pavia              |         | PCI     | 46,298  | Eletto  |
| 1948     | Camera dei deputati   | Milano–Pavia              |         | FDP     | 76,725  | Eletto  |
| 1953     | Camera dei deputati   | Milano–Pavia              |         | PCI     | 58,384  | Eletto  |
| 1958     | Camera dei deputati   | Milano–Pavia              |         | PCI     | 40,480  | Eletto  |
| 1963     | Camera dei deputati   | Milano–Pavia              |         | PCI     | 65,779  | Eletto  |
| 1968     | Camera dei deputati   | Milano–Pavia              |         | PCI     | 80,080  | Eletto  |
| 1972     | Camera dei deputati   | Milano–Pavia              |         | PCI     | 75,429  | Eletto  |
| 1976     | Camera dei deputati   | Milano–Pavia              |         | PCI     | 110,569 | Eletto  |
| 1979     | Camera dei deputati   | Milano–Pavia              |         | PCI     | 83,913  | Eletto  |